# Johnny Byrne
John Joseph Byrne (ur. 13 maja 1939, zm. 27 października 1999) – angielski piłkarz występujący na pozycji napastnika.